# Felicjan Kępiński
Felicjan Kępiński (29 de abril de 1885 en Piotrków Trybunalski - Varsovia, 8 de abril de 1966) fue un astrónomo polaco. 

## Semblanza
En 1903 se graduó en la escuela secundaria estatal de Piotrków Trybunalski, y posteriormente en la escuela superior Bolesława Chrobrego. Obtuvo un puesto de profesor en el Instituto Politécnico de Varsovia en 1927. Fue el fundador del observatorio astronómico de la Universidad Politécnica, así como su director entre 1925 y 1955.
Kepiński se ocupó principalmente de la investigación sobre el movimiento del cometa 22P/Kopffa, base sobre la que escribió algunas obras sobre mecánica celeste. En su trabajo también se dedicó a cuestiones relativas a la astronomía geodésica.

## Eponimia
- La Unión Astronómica Internacional adoptó en 1979 el nombre del cráter lunar Kepinski en su memoria.[1]